# Noussair Mazraoui
Noussair Mazraoui (Leiderdorp, 14 november 1997) is een Marokkaans-Nederlands voetballer die doorgaans speelt als rechtsback. In augustus 2024 verruilde hij Bayern München voor Manchester United. Mazraoui maakte in 2018 zijn debuut in het Marokkaans voetbalelftal.

## Clubcarrière

### Ajax
Mazraoui speelde in de jeugd van AVV Alphen en na een seizoen bij Alphense Boys kwam hij in de jeugdopleiding van Ajax terecht. Hier speelde hij lang als verdediger, maar in de A1 kwam Mazraoui als middenvelder te spelen. Voor aanvang van het seizoen 2016/17 werd hij ingedeeld als speler van Jong Ajax. Hier zou hij weer als vleugelverdediger gaan acteren. Hij maakte op 12 augustus 2016 zijn debuut als professioneel voetballer. Op die dag speelde Jong Ajax op bezoek bij Almere City. Mazraoui mocht van trainer Marcel Keizer zes minuten voor het einde van de wedstrijd invallen voor Richairo Živković. In november 2016 zette Mazraoui zijn handtekening onder een verbintenis tot medio 2018 bij Ajax.
In het seizoen 2017/18 speelde hij meestal nog in Jong Ajax, maar ook acht keer in de Eredivisie. Op 13 december 2017 zat Mazraoui voor het eerst bij de wedstrijdselectie voor het eerste van Ajax. Tot een debuut kwam het in deze wedstrijd echter nog niet. Hij debuteerde vervolgens vijf speelrondes later op 4 februari 2018 voor Ajax in de 3–1 gewonnen thuiswedstrijd tegen NAC Breda. Mazraoui mocht van trainer Erik ten Hag vijf minuten voor het einde van de wedstrijd invallen voor David Neres. In april 2018 viel zijn directe concurrent op de rechtsbackpositie, Joël Veltman, uit met een langdurige blessure. Mazraoui kreeg de voorkeur boven Rasmus Kristensen en stond sindsdien meestal in de basis.
Mazraoui begon het seizoen 2018/19 als basisspeler van het eerste elftal en beleefde dat seizoen zijn doorbraak. Zijn eerste twee doelpunten voor Ajax 1 waren belangrijke doelpunten in de poulefase van de UEFA Champions League, gescoord op 2 oktober 2018 in de met 1–1 gelijk gespeelde uitwedstrijd tegen Bayern München, en op 23 oktober in de met 1–0 gewonnen thuiswedstrijd tegen Benfica. Op 16 december 2018 scoorde hij voor het eerst in de Eredivisie, in een wedstrijd tegen De Graafschap. Met Ajax bereikte hij de halve finale van de UEFA Champions League en won hij de dubbel. Na afloop van het seizoen koos de technische staf van Ajax hem als Talent van het jaar. Aan het begin van het seizoen 2019/20 speelde hij niet meer alleen als rechtsback, maar soms ook als controlerende middenvelder, op de positie die eerder werd ingevuld door de vertrokken Lasse Schöne. Op de positie van rechtsback kreeg hij concurrentie van Sergiño Dest. Om diverse redenen waaronder blessures speelde hij minder vaak dan in het seizoen ervoor. In het seizoen 2020/21 wist hij, mede door het vertrek van concurrent Sergiño Dest, zijn vaste basisplaats te heroveren. Later in het seizoen kreeg hij opnieuw last van blessures, waardoor de rechtsbackpositie vaak ook werd ingevuld door Sean Klaiber, Devyne Rensch of Jurriën Timber.
Tijdens de eerste helft van het seizoen 2021/22 was hij weer fit en speelde hij vrijwel alle wedstrijden. In het veld bestond een uitstekende samenwerking met rechtsvoor Antony. Met Ajax won hij alle zes wedstrijden in de poulefase van de UEFA Champions League. Mazraoui vervulde een belangrijke rol tijdens de wedstrijd PSV–Ajax, door de winnende treffer te maken bij een 1–2 zege. Na afloop van de wedstrijd gaf de international te kennen dat hij contact zou hebben met andere clubs en waarschijnlijk zijn aflopende contract bij Ajax niet zou verlengen.

### Bayern München
Na het behalen van de landstitel met Ajax op 11 mei 2022 vertelde Mazraoui voor de camera van ESPN dat hij transfervrij de overstap zou gaan maken naar Bayern München. Twee weken later werd hij gepresenteerd door Bayern als nieuwe aanwinst. Hij tekende een contract per 1 juli tot medio 2026. Op 30 juli maakte hij in de met 5–3 gewonnen Supercup tegen RB Leipzig zijn debuut voor Bayern. Op 10 september stond hij tegen VfB Stuttgart voor het eerst in de basis: hij leverde direct een assist. Op 8 november leverde hij twee assists in een 6–1 overwinning op Werder Bremen. Van januari tot maart 2023 moest hij door blessureleed een flink aantal wedstrijden missen. In zijn eerste seizoen kwam hij in alle competities tot 26 wedstrijden, één goal en vier assists. Mazraoui begon als eerste rechtsback aan zijn tweede seizoen in München. Op 28 oktober leverde hij twee assists in een 8–0 overwinning op SV Darmstadt 98. In december 2023 moest Mazraoui weer een aantal weken toekijken wegens een gescheurde spier.

### Manchester United
Zijn oude trainer Erik ten Hag haalde de rechtervleugelverdediger in augustus 2024 naar Manchester United. Met de overgang was circa vijftien miljoen euro gemoeid en Mazraoui zette in Engeland zijn handtekening onder een verbintenis voor de duur van vier seizoenen, met een optie op een jaar extra. Ook Matthijs de Ligt maakte de overstap van München naar Manchester.

## Carrièrestatistieken
Beloften
| Seizoen         | Club            | Land               | Competitie      | Competitie | Competitie |
| Seizoen         | Club            | Land               | Competitie      | Wed.       | Dlp.       |
| --------------- | --------------- | ------------------ | --------------- | ---------- | ---------- |
| 2016/17         | Jong Ajax       | Vlag van Nederland | Eerste divisie  | 33         | 6          |
| 2017/18         | Jong Ajax       | Vlag van Nederland | Eerste divisie  | 22         | 6          |
| 2019/20         | Jong Ajax       | Vlag van Nederland | Eerste divisie  | 1          | 0          |
| Totaal beloften | Totaal beloften | Totaal beloften    | Totaal beloften | 56         | 12         |

Senioren
| Seizoen         | Club              | Competitie      | Competitie | Competitie | Beker | Beker | Internationaal | Internationaal | Totaal | Totaal |
| Seizoen         | Club              | Competitie      | Wed.       | Dlp.       | Wed.  | Dlp.  | Wed.           | Dlp.           | Wed.   | Dlp.   |
| --------------- | ----------------- | --------------- | ---------- | ---------- | ----- | ----- | -------------- | -------------- | ------ | ------ |
| 2017/18         | Ajax              | Eredivisie      | 8          | 0          | 0     | 0     | 0              | 0              | 8      | 0      |
| 2018/19         | Ajax              | Eredivisie      | 28         | 1          | 3     | 1     | 17             | 2              | 48     | 4      |
| 2019/20         | Ajax              | Eredivisie      | 13         | 0          | 1     | 0     | 6              | 0              | 20     | 0      |
| 2020/21         | Ajax              | Eredivisie      | 19         | 0          | 1     | 0     | 6              | 1              | 26     | 1      |
| 2021/22         | Ajax              | Eredivisie      | 25         | 5          | 2     | 0     | 8              | 0              | 35     | 5      |
| 2022/23         | Bayern München    | Bundesliga      | 19         | 1          | 2     | 0     | 5              | 0              | 26     | 1      |
| 2023/24         | Bayern München    | Bundesliga      | 19         | 0          | 2     | 0     | 8              | 0              | 29     | 0      |
| 2024/25         | Manchester United | Premier League  | 27         | 0          | 6     | 0     | 8              | 0              | 41     | 0      |
| Totaal senioren | Totaal senioren   | Totaal senioren | 158        | 7          | 17    | 1     | 58             | 3              | 233    | 11     |
| Totaal          | Totaal            | Totaal          | 214        | 19         | 17    | 1     | 58             | 3              | 289    | 23     |

Bijgewerkt op 6 maart 2025.

## Interlandcarrière

### Jeugdelftallen
Mazraoui speelde drie interlands voor Marokko onder 20. Daarna speelde hij een interland voor Marokko onder 23, voordat hij aansloot bij het hoogste nationaal elftal van Marokko.

### Marokko
Op 9 september 2018 maakte Mazraoui zijn debuut voor Marokko in een kwalificatiewedstrijd voor de Afrika Cup tegen Malawi. De wedstrijd werd met 3–0 gewonnen. Na 13 november 2020 speelde hij lange tijd geen interland meer vanwege onenigheid met coach Vahid Halilhodžić. Medio 2022 was het meningsverschil opgelost, en werd hij weer geselecteerd.
In november 2022 werd Mazraoui door bondscoach Walid Regragui opgenomen in de selectie van Marokko voor het WK 2022. Op het WK behaalde Marokko de vierde plaats, na een nederlaag tegen Frankrijk in de halve finales en Kroatië in de troostfinale. Daarvoor werd het groepswinnaar in een poule met datzelfde Kroatië, België en Canada en werden Spanje en Portugal uitgeschakeld. Hiermee werd Marokko het eerste Afrikaanse en het eerste Arabische land ooit bij de laatste vier op een WK. Mazraoui kwam tijdens het toernooi in vijf wedstrijden in actie, als linkervleugelverdediger.
| Interlands van Noussair Mazraoui voor Marokko | Interlands van Noussair Mazraoui voor Marokko | Interlands van Noussair Mazraoui voor Marokko | Interlands van Noussair Mazraoui voor Marokko | Interlands van Noussair Mazraoui voor Marokko | Interlands van Noussair Mazraoui voor Marokko |
| №                                             | Datum                                         | Wedstrijd                                     | Uitslag                                       | Competitie                                    | Goals                                         |
| Als speler bij Ajax                           | Als speler bij Ajax                           | Als speler bij Ajax                           | Als speler bij Ajax                           | Als speler bij Ajax                           | Als speler bij Ajax                           |
| --------------------------------------------- | --------------------------------------------- | --------------------------------------------- | --------------------------------------------- | --------------------------------------------- | --------------------------------------------- |
| 1                                             | 8 september 2018                              | Marokko – Malawi                              | 3 – 0                                         | AK 2019 kwalificatie                          |                                               |
| 2                                             | 16 november 2018                              | Marokko – Kameroen                            | 2 – 0                                         | AK 2019 kwalificatie                          |                                               |
| 3                                             | 20 november 2018                              | Tunesië – Marokko                             | 0 – 1                                         | Vriendschappelijk                             |                                               |
| 4                                             | 26 maart 2019                                 | Marokko – Argentinië                          | 0 – 1                                         | Vriendschappelijk                             |                                               |
| 5                                             | 12 juni 2019                                  | Marokko – Gambia                              | 0 – 1                                         | Vriendschappelijk                             |                                               |
| 6                                             | 28 juni 2019                                  | Marokko – Ivoorkust                           | 1 – 0                                         | AK 2019                                       |                                               |
| 7                                             | 1 juli 2019                                   | Zuid-Afrika – Marokko                         | 0 – 1                                         | AK 2019                                       |                                               |
| 8                                             | 5 juli 2019                                   | Marokko – Benin                               | 1 – 1 (1 – 4 n.s.)                            | AK 2019                                       |                                               |
| 9                                             | 15 november 2019                              | Marokko – Mauritanië                          | 0 – 0                                         | AK 2021 kwalificatie                          |                                               |
| 10                                            | 19 november 2019                              | Burundi – Marokko                             | 0 – 3                                         | AK 2021 kwalificatie                          |                                               |
| 11                                            | 13 oktober 2020                               | Marokko – Congo-Kinshasa                      | 1 – 1                                         | Vriendschappelijk                             | 45'                                           |
| 12                                            | 13 november 2020                              | Marokko – Centraal-Afrikaanse Republiek       | 4 – 1                                         | AK 2021 kwalificatie                          | 26'                                           |
| Als speler bij Bayern München                 |                                               |                                               |                                               |                                               |                                               |
| 13                                            | 23 september 2022                             | Marokko – Chili                               | 2 – 0                                         | Vriendschappelijk                             |                                               |
| 14                                            | 27 september 2022                             | Paraguay – Marokko                            | 0 – 0                                         | Vriendschappelijk                             |                                               |
| 15                                            | 17 november 2022                              | Marokko – Georgië                             | 3 – 0                                         | Vriendschappelijk                             |                                               |
| 16                                            | 23 november 2022                              | Marokko – Kroatië                             | 0 – 0                                         | WK 2022                                       |                                               |
| 17                                            | 27 november 2022                              | België – Marokko                              | 0 – 2                                         | WK 2022                                       |                                               |
| 18                                            | 1 december 2022                               | Canada – Marokko                              | 1 – 2                                         | WK 2022                                       |                                               |
| 19                                            | 6 december 2022                               | Marokko – Spanje                              | 0 – 0 (3 – 0 n.s.)                            | WK 2022                                       |                                               |
| 20                                            | 14 december 2022                              | Frankrijk – Marokko                           | 2 – 0                                         | WK 2022                                       |                                               |
| 21                                            | 25 maart 2023                                 | Marokko – Brazilië                            | 2 – 1                                         | Vriendschappelijk                             |                                               |
| 22                                            | 28 maart 2023                                 | Marokko – Peru                                | 0 – 0                                         | Vriendschappelijk                             |                                               |
| 23                                            | 12 juni 2023                                  | Marokko – Kaapverdië                          | 0 – 0                                         | Vriendschappelijk                             |                                               |
| 24                                            | 17 juni 2023                                  | Zuid-Afrika – Marokko                         | 0 – 0                                         | AK 2023 kwalificatie                          |                                               |
| 25                                            | 12 september 2023                             | Marokko – Burkina Faso                        | 1 – 0                                         | Vriendschappelijk                             |                                               |
| 26                                            | 14 oktober 2023                               | Ivoorkust – Marokko                           | 1 – 1                                         | Vriendschappelijk                             |                                               |
| 27                                            | 21 november 2023                              | Tanzania – Marokko                            | 0 – 2                                         | WK 2026 kwalificatie                          |                                               |
| 28                                            | 30 januari 2024                               | Marokko – Zuid-Afrika                         | 0 – 2                                         | AK 2023                                       |                                               |
| 29                                            | 6 september 2024                              | Marokko – Gabon                               | 4 – 1                                         | AK 2025 kwalificatie                          |                                               |
| 30                                            | 15 november 2024                              | Gabon – Marokko                               | 1 – 5                                         | AK 2025 kwalificatie                          |                                               |
| 31                                            | 18 november 2024                              | Marokko – Lesotho                             | 7 – 0                                         | AK 2025 kwalificatie                          |                                               |

Bijgewerkt op 6 maart 2025.

## Erelijst
| Competitie                    |           |                           |           |           |
| Competitie                    | Aantal    | Jaren                     |           |           |
| Jong Ajax                     | Jong Ajax | Jong Ajax                 | Jong Ajax | Jong Ajax |
| ----------------------------- | --------- | ------------------------- | --------- | --------- |
| Eerste divisie                | 1         | 2017/18                   |           |           |
| Ajax                          |           |                           |           |           |
| Eredivisie                    | 3         | 2018/19, 2020/21, 2021/22 |           |           |
| KNVB Beker                    | 2         | 2018/19, 2020/21          |           |           |
| Johan Cruijff Schaal          | 1         | 2019                      |           |           |
| Bayern München                |           |                           |           |           |
| Bundesliga                    | 1         | 2022/23                   |           |           |
| DFL-Supercup                  | 1         | 2022                      |           |           |
| Individueel                   |           |                           |           |           |
| Alphens Sportman van het Jaar | 1         | 2017                      |           |           |
| Ajax Talent van het Jaar      | 1         | 2019                      |           |           |
| Ajax Doelpunt van het seizoen | 1         | 2021/22                   |           |           |